# Мадонна милосердя (Ель Греко)
«Мадонна милосердя» (ісп. La Virgen de la Caridad) — це картина олійною фарбою (розміром 155 x 123 см), намальована Ель Греко, починаючи з 1603 і 1605, зберігається в шпиталі де ла Карідад в Ільєскасі, Іспанії.

## Історія
18 червня 1603 року Ель Греко отримав замовлення на твір, який мав прикрасити вівтар для чудотворного образу Діви Милосердя, що належить шпиталі де ла Карідад в маленькому містечку Ільєскас півдорозі між Толедо і Мадридом. Згідно з угодою основний вівтар мав містити чотири полотна: «Мадонна Милосердя», «Коронація Діви Марії», «Благовіщення» та «Різдво». Цей проект був виконаний у співпраці з сином художника Хорхе.. Нині картина перебуває в бічному вівтарі шпиталі де ла Карідад в Ільєскасі, Іспанії.

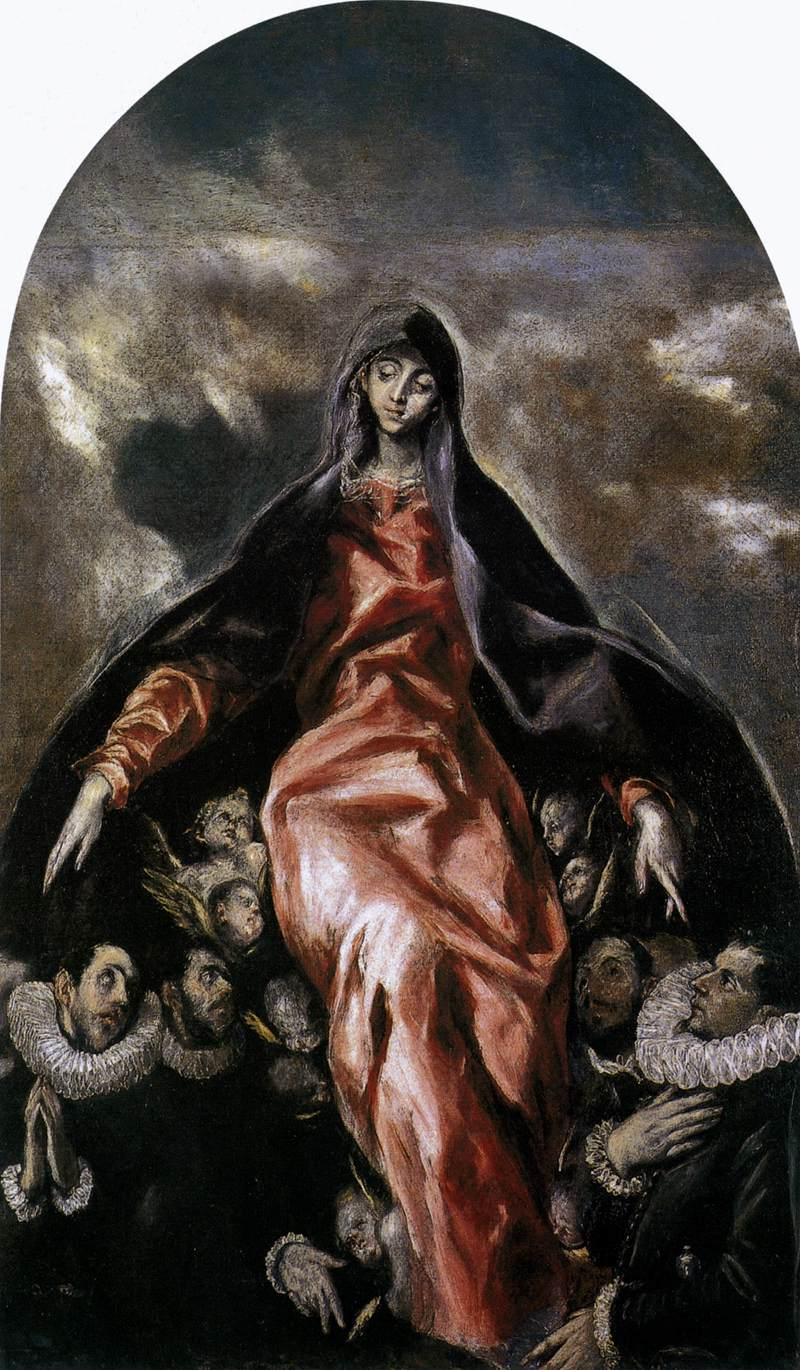
«Мадонна милосердя»
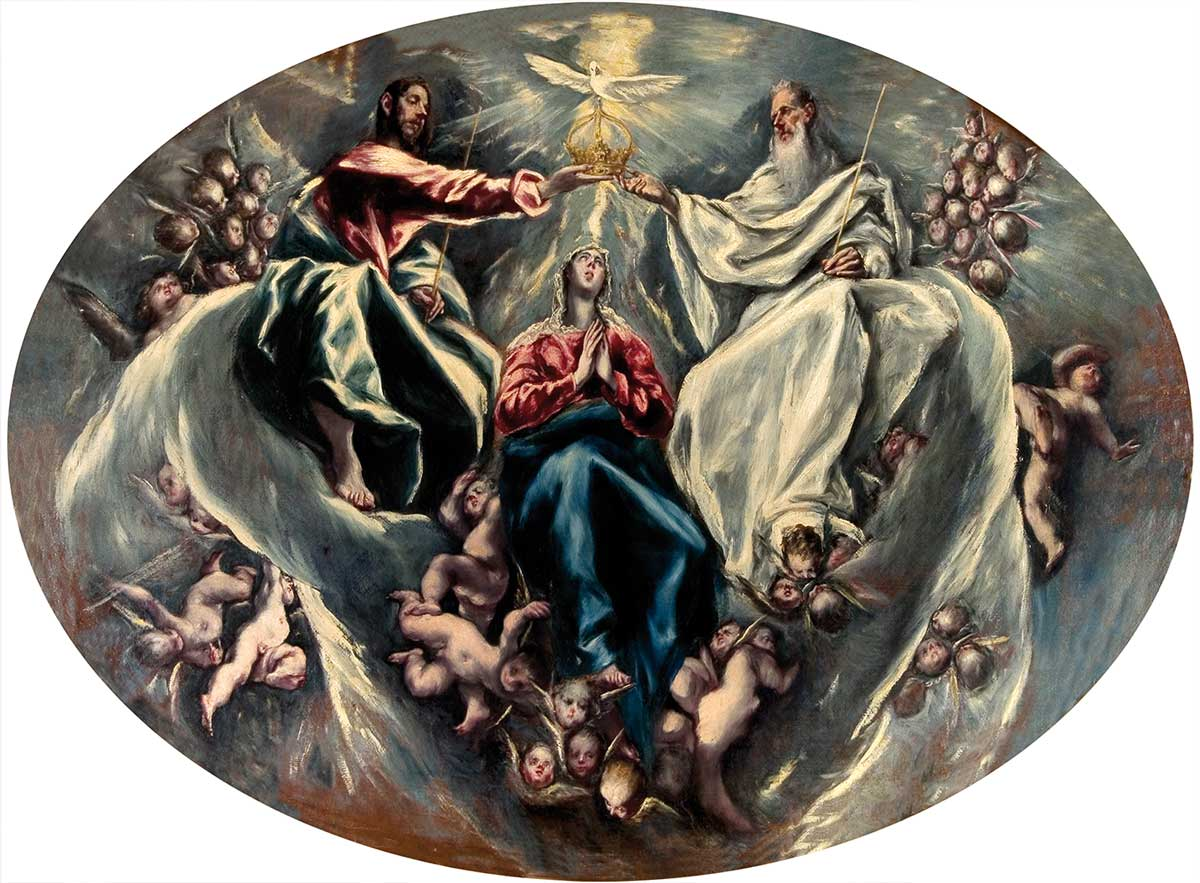
«Коронація Діви Марії»
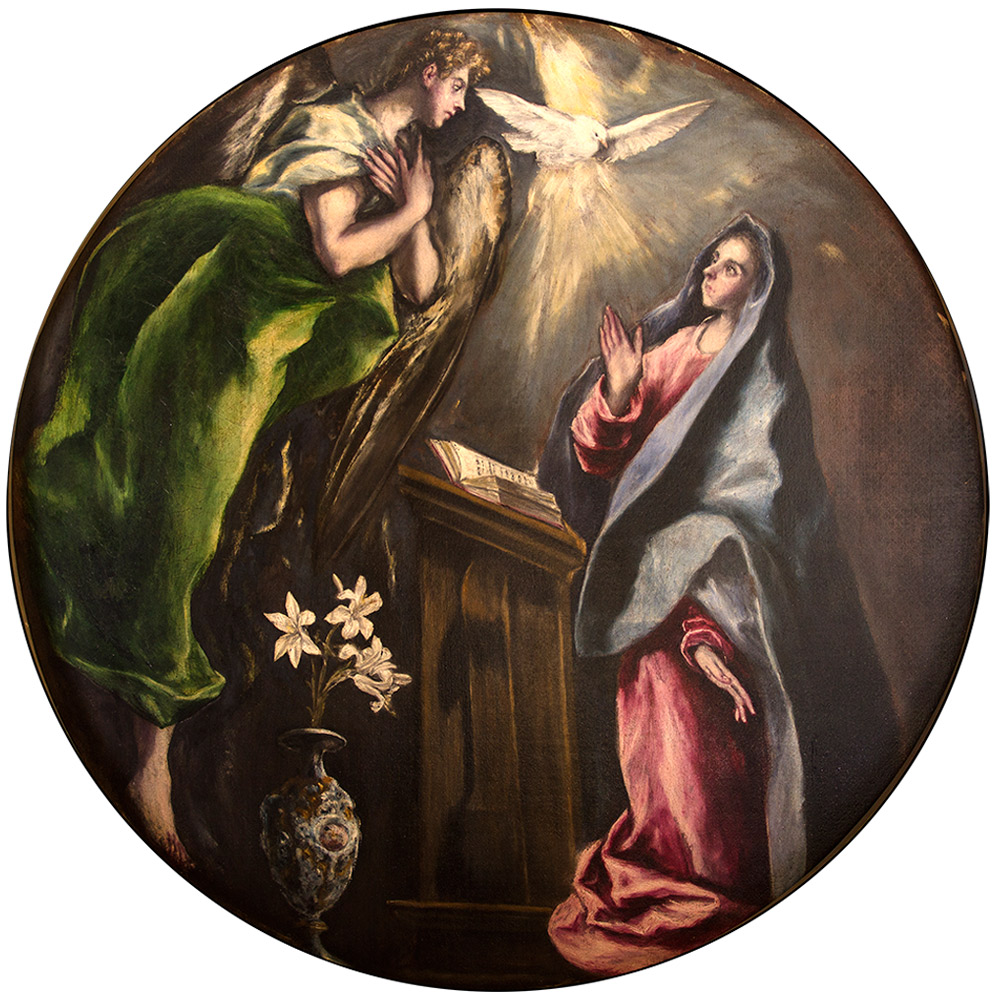
«Благовіщення»
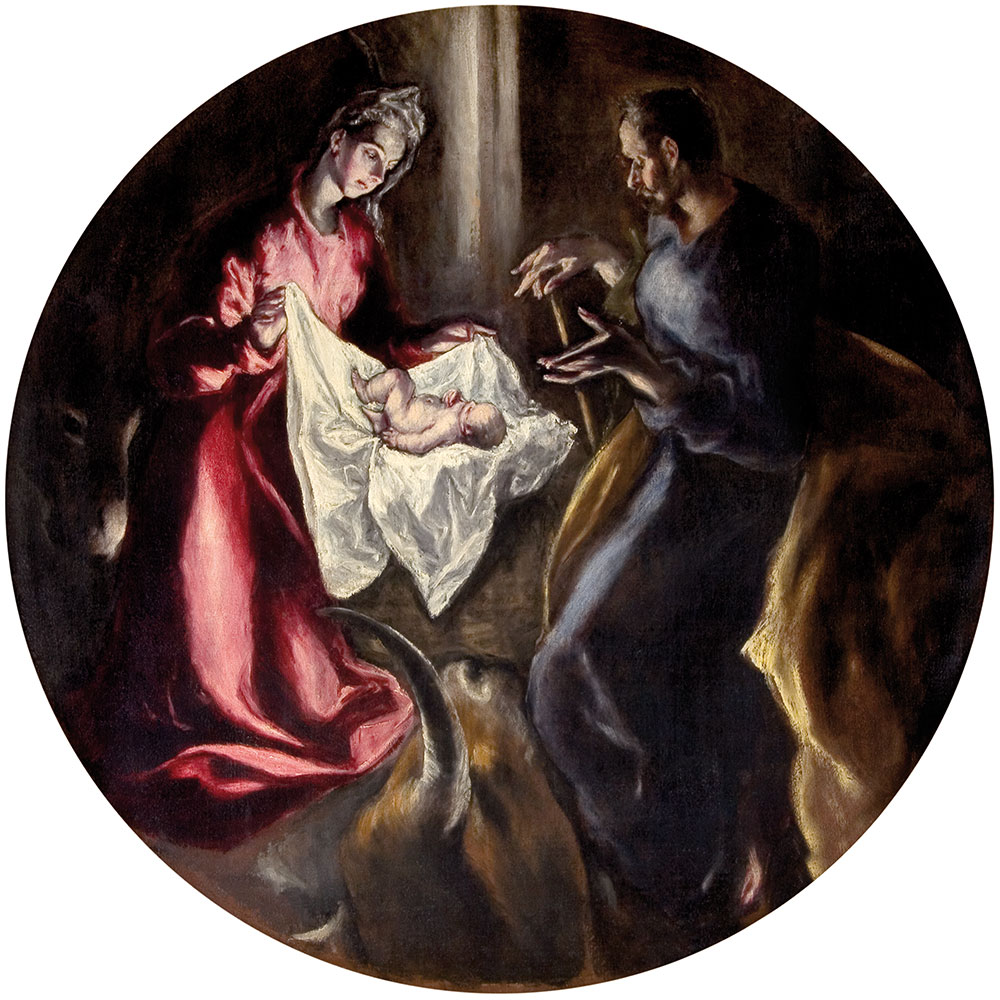
«Різдво»

## Опис
На картині зображена Мадонна Милосердя, яка вкриває своєю мантією людей, які зазвичай значно нижче ростом, ніж Богоматір.
Якщо в православ'ї існує іконографічний сюжет Покров Пресвятої Богородиці, то в католицькому мистецтві ми знаходимо схожий образ — Мадонну Милосердя (в англійській мові — Virgin of Mercy, в італійській мові — Madonna della Misericordia), іноді цей образ називають «Мадонна з мантією» (в німецькій мові — Schutzmantelmadonna, у французькій мові — Vièrge au Manteau).
Часто зображають Богоматір з мантією, яка захищає людей. Часто люди, укриті мантією Діви Марії, стоять на колінах. Іноді Мадонна зображується з немовлям на руках, тоді її мантію тримають ангели. Іноді подібні картини писалися на замовлення окремих груп населення, наприклад, ченців з певного монастиря, тоді під мантією Мадонни зображувалися тільки вони.
Образ Мадонни Милосердя вперше зустрічається в Італії в XIII столітті. За однією з версій, цей мотив у мистецтві мало таке ж джерело, що і православний Покров Пресвятої Богородиці — бачення святого Андрія в Константинополі X століття. Однак більше ймовірна версія, що мотив Мадонни Милосердя в образотворчому мистецтві Заходу виник під впливом творів католицького монаха Цезарія Гейстербахського «Видіння про чудеса», написаного в XIII столітті.
Під впливом Мадонни Милосердя в православному мистецтві, починаючи з XVIII століття, при зображенні Покрову Пресвятої Богородиці став використовуватися такий же сюжет — Діва Марія накриває людей мантією.

## Біографія
Ель Гре́ко (El Greco), справжнє ім'я Доменікос Теотокопулос (грец. Δομήνικος Θεοτοκόπουλος, 1541 — 7 квітня 1614) — іспанський художник грецького походження. Один із представників Критської школи.